# Guardia Nacional Bolivariana
La Guardia Nacional Bolivariana de Venezuela, nota anche come Fuerzas Armadas de Cooperación, è una delle quattro componenti delle Forze armate del Venezuela. La Guardia nazionale serve come gendarmeria, organo difesa civile o come fanteria leggera dii riserva. Fondata il 4 agosto 1937 dall'allora presidente delle repubblica nonché generale in capo Eleazar López Contreras, la Guardia possiede il motto "El Honor es su divisa" , diverso da quello della Guardia Civil spagnola.

## Storia
La Guardia nazionale trae le sue origini dalla gendarmeria e dalla polizia rurale organizzate nel 1811 dal governo nazionale e dalla successiva Guardia nazionale di polizia creata nel 1841 dal presidente José Antonio Páez.
Nel 1934, il ministro della difesa e generale in capo Eleazar López Contreras, occupato nei preparativi della propria presidenza e dovendo creare ed espandere l'esercito e la marina nazionale, realizzò la necessità di una sicurezza pubblica in un periodo di malcontento civile sotto il presidente Juan Vicente Gómez. In quell'anno Contreras si consultò con il diplomatico venezuelano Rufino Blanco Fombona, che suggerì la creazione di una gendarmeria basata sulla Guardia Civil in Spagna o quella in Perù.
Il 31 agosto 1934, la Risoluzione n° 188 del Ministero della guerra e della marina creò la Scuola per i servizi tecnici a Furte Paez, Maracay. La scuola formava personale tecnico per le tecnologie militari e la pubblica sicurezza. Il corso per le Classi speciali arrivò l'anno successivo.
Alla morte del generale Gomez avvenuta il 17 dicembre del 1935, Lopez Contreas divenne Presidente del Venezuela e l'anno successivo, come comandante in capo delle forze armate, ordinò la formazione di una Polizia nazionale di frontiera per proteggere i confini nazionali e creò delle unità di sicurezza per mantenere la pace nelle pianure. Nello stesso anno, una missione militare spagnola arrivò in Venezuela per aiutare a formare e addestrare una forza di polizia nazionale, guidata dal capitano Cecillo Suarez della Guardia civil. Le Classi speciali della Scuola per i servizi tecnici furono spostate a Caracas, diventando indipendenti, e il 16 settembre 1935 furono dismesse. Il giorno dopo, un decreto presidenziale ordinò la formazione della Scuola di formazione degli agenti della pubblica sicurezza, aperta a Villa Zolia, Caracas il 28 ottobre, con il capitano Suarez come ospite principale. Il suo discorso implicò i principi basilari della futura forza di polizia nazionale, vista come "sentinella del popolo", una parte delle forze armate come un servizio di ordine pubblico e sicurezza, mantenendo la legge e l'ordine, difendendo le vite sociali e destinata a diventare la "spalla armata del potere esecutivo" e agire come forza interventista nei periodi di disordine.
Il 4 agosto 1937, la Guardia nazionale fu istituita con un decreto presidenziale del presidente Eleazar López Contreras, pubblicato nella gazzetta ufficiale. La Guardia venne divisa nella Guardia nazionale degli interni e quella di frontiera, e la struttura congiunta di comando fu posta sotto i Ministeri della guerra e della marina e degli interni e della giustizia, assumendo in un nuovo servizio il personale della Polizia nazionale di frontiera. Nel 1941 fu completato lo Statuto della Guardia nazionale (basato su quello della Guardia Civil) con il motto, "El honor es su divisa" (ispirato a quello spagnolo) e la prima stazione della Guardia venne aperta il 6 dicembre dello stesso anno a Táchira.
Nel 1938, il congresso approvo la legge sul servizio di sicurezza nazionale e l'8 novembre il maggiore Francisco de Paula Angarita Arvelo, Ejercito Nacional, fu nominato come primo comandante generale della Guardia nazionale, rendendo quindi il corpo indipendente. Nel 1940 fu avviato il primo corso per la formazione degli ufficiali, ma dopo una riduzione importante nel 1941, furono avviati nel 1944 anche i corsi per l'intelligence militare e della polizia, con l'aiuto del Federal Bureau of Investigation degli Stati Uniti. Nello stesso anno, tramite l'ordine 16 del 13 aprile del 1944, il suo comando congiunto e i suoi doveri furono emendati e il servizio fu ridimensionato a brigata.
Nel 1945, la Guardia difese il governo del presidente Isaías Medina Angarita da un colpo di stato. In seguito, il tenente Torres assunse la leadership della Guardia nazionale, divenendo il primo ufficiale del corpo a diventarne il suo comandante generale, e il servizio adottò le divise verdi dell'esercito rimpiazzando quelle blu.

### Quarta Repubblica del Venezuela
Nel 1946, divenne la Forza armata della cooperazione e nello stesso anno furono istituite l'Accademia della Guardia nazionale e la Scuola di formazione per le Guardie nazionali, con i primi diplomi nel 1947 al campus di Villa Zolia.
Sempre nel 1947 Una missione militare cilena guidata dai Carabineros de Chile aiutò a riorganizzare la Guardia nazionale, alla quale furono aggiunte negli anni cinquanta responsabilità di protezione penitenziaria e di sicurezza terrestre, marittima, protezione forestale e pattuglia stradale oltre alla sicurezza nel settore turistico. L'attuale formazione di 12 comandi regionali risale al 1950 quando fu istituito il 1º Comando regionale. Verso la fine degli anni settanta, la Guardia istituì il proprio ramo aereo.

### Repubblica Bolivariana del Venezuela
In seguito alla rivoluzione bolivariana, la Guardia nazionale è stata rinominata Guarda nazionale bolivariana del Venezuela (GNB).
Da quel momento, la GNB ha cooperato con i paramilitari noti come colectivos presenti nel Paese.

## Organizzazione
La Guardia nazionale, con quartier generale a Caracas, è strutturata come segue:
- Comandante generale della Guardia nazionale (al 2018): maggior generale Richard López Vargas
- Stato maggiore generale della Guardia nazionale: capo di stato maggiore della Guardia nazionale: generale divisionale Juan Rodríguez Navarro
- Comando dell'ispettore generale: Ispettore generale della Guardia nazionale: Generale divisionale Alejandro Constantino Kerelis Bucarito
- Comando del personale: Generale in comando: generale divisionale Octavio Javier Chacón Guzmán
- Comando logistico: Direttore generale: generale divisionale Richard López Vargas
  - Reggimento di supporto della sede della Guardia nazionale
  - I distaccamento di supporto
  - II distaccamento di supporto
  - III distaccamento di supporto
- Comando delle operazioni: Controlla otto o più distaccamenti mobili grandi come battaglioni o reggimenti disponibili per lo schieramento in ogni area del Paese in risposta alle minacce di sicurezza interna o di confine. Il direttore delle operazioni è il generale divisionale Sergio Rivero Marcano.

Il comando controlla tutti i nove comandi regionali che comandano i distaccamenti della Guardia che gestisce i battaglioni e reggimenti attivi per una difesa statica di determinati edifici pubblici, installazioni petrolifere e istituzioni penali (assieme alla Policia Nacional Bolivariana) e per il mantenimento della sicurezza pubblica. Pattuglia inoltre il sistema autostradale, funzionando come una forza di polizia stradale. La Guardia serve anche come guardia costiera e servizio di ricerca e salvataggio in acqua, cooperando con il Comando della guardia costiera dell'Armada Bolivariana.
- Comando regionale 1: San Antonio del Táchira, Táchira
  - Comando della Guardia nazionale della zona di Tachira
  - Comando della Guardia nazionale della zona di Mérida
- Comando regionale 2 Valencia, Carabobo
  - Comando della Guardia nazionale della zona di Cojedes
  - Comando della Guardia nazionale della zona di Carabobo
  - Comando della Guardia nazionale della zona di Aragua
- Comando regionale 3 Maracaibo, Zulia
  - Comando della Guardia nazionale della zona di Zulia
- Comando regionale 4 Barquisimeto, Lara
  - Comando della Guardia nazionale della zona di Lara
  - Comando della Guardia nazionale della zona di Falcon
  - Comando della Guardia nazionale della zona di Yaracuy
- Comando regionale 5 Caracas, Distretto Capitale
  - Comando della Guardia nazionale della zona del Distretto Capitale
  - Comando della Guardia nazionale della zona di Vargas e delle dipendenze federali
  - Comando speciale della zona dei giacimenti petroliferi dell'Orinoco
  - Comando della Guardia nazionale della zona di Miranda e del territorio insulare
- Comando regionale 6 San Fernando de Apure, Apure
  - Comando della Guardia nazionale della zona di Apure
  - Comando della Guardia nazionale della zona di Barinas
  - Comando della Guardia nazionale della zona di Portuguesa
- Comando regionale 7 Barcelona, Anzoátegui
  - Comando della Guardia nazionale della zona di Guarico
  - Comando della Guardia nazionale della zona di Anzoátegui
  - Comando della Guardia nazionale della zona di Nueva Esparta
  - Comando della Guardia nazionale della zona di Sucre
- Comando regionale 8 Puerto Ordaz, Bolívar
  - Comando della Guardia nazionale della zona di Bolivar
  - Comando della Guardia nazionale della zona di Delta Amaruco
- Comando regionale 9 Puerto Ayacucho, Amazonas
  - Comando della Guardia nazionale della zona di Amazonas
- Comando operazioni aerei (Guardia nazionale aerea)
- Comando di vigilanza costiera - Generale in comando: generale di brigata Alex Ramón Barreno Oberto
- Servizio di sicurezza nazionale della Guardia nazionale
- Distaccamenti di frontiera della Guardia nazionale
- Unità di sicurezza e dell'ordine pubblico della Guardia nazionale
- Corpo degli ingegneri della Guardia nazionale
- Servizio d'indagine criminale della Guardia nazionale
- Commando dell'educazione: Comandante: generale divisionale Jose Eliecer Pinto Gutiérrez
  - Accademia militare della Guardia nazionale: Sovrintendente: generale di brigata Winder González Urdaneta; sovrintendente deputato: colonnello Javier Ramón Ordaz Ferrer
  - Comandante del reggimento dei cadetti: colonnello Sergio Negrin Alvarado
  - Scuole di formazione della Guardia nazionale
  - Scuola militare superiore della Guardia nazionale "CPT Pedro Maria Ochoa Morales"
- Comando delle operazioni speciali
  - Comando dei gruppi di azione della Guardia nazionale
  - Comando dei distaccamenti rurali della Guardia nazionale
- Comando nazionale delle guardie popolari: creato da Hugo Chávez nel 2011 per le Guardie attive nella polizia assieme alla PNB, impiegate per mantenere l'ordine e contrastare i diversi tipi di contrabbando nel Paese. Aiuta anche nelle riparazioni delle opere pubbliche e nella sorveglianza durante le principali festività. Oggi il servizio è composto da 17 livelli di reggimenti nei vari stati del Venezuela e nel distretto di Caracas, assieme a 29 battaglioni indipendenti e 21 di sicurezza pubblica nelle maggiori città. I reggimenti sono divisi in 2 o 4 battaglioni e un'unità per sede. Il generale in comando è il generale di brigata Josué Dulcey Parada.
- Comando nazionale antidroga: questo commando è incaricato di contrastare l'uso e la diffusione di droghe illegali in Venezuela cooperando con altre forze di polizia sudamericane contrastando il commercio illegale nel continente. Il comandante generale è il generale di brigata Arturo Olivar Moreno.[3]
- Dipartimento dello sviluppo nazionale
- Direttorato della Guardia nazionale per la sicurezza ambientale: si occupa della protezione delle risorse e gli ambienti naturali del Venezuela e l'applicazione delle leggi ambientali.
- Divisione dell'azione sociale della Guardia nazionale
- Comando nazionale antiestorsione e antisequestro: è il comando più recente della GNB con lo scopo di contrastare reati finanziari e serie attività criminali in ogni stato venezuelano, creato con la risoluzione n° 000568 del Ministero della difesa del 4 aprile 2013.[4] Il comando è guidato dal generale di brigata Alexis Escalona Marrero.

## Reclutamento
La GNB è una forza interamente volontaria con oltre 38.000 uomini e donne. Le reclute frequentano un corso di addestramento base di due anni alla Scuola di formazione della Guardia nazionale di Ramo Verde a Los Teques, così come in varie scuole di formazione a livello nazionale. Gli ufficiali candidati sono tenuti a studiare per altri quattro anni presso l'Accademia Militare della Guardia nazionale a Fuerte Tiuna, Caracas e presso l'Accademia Tecnica Militare di Maracay per i servizi tecnici. I corsi post-laurea per gli ufficiali sono disponibili presso la Scuola avanzata per gli ufficiali di Caricuao, vicino a Caracas.

## Uniforme ed equipaggiamento

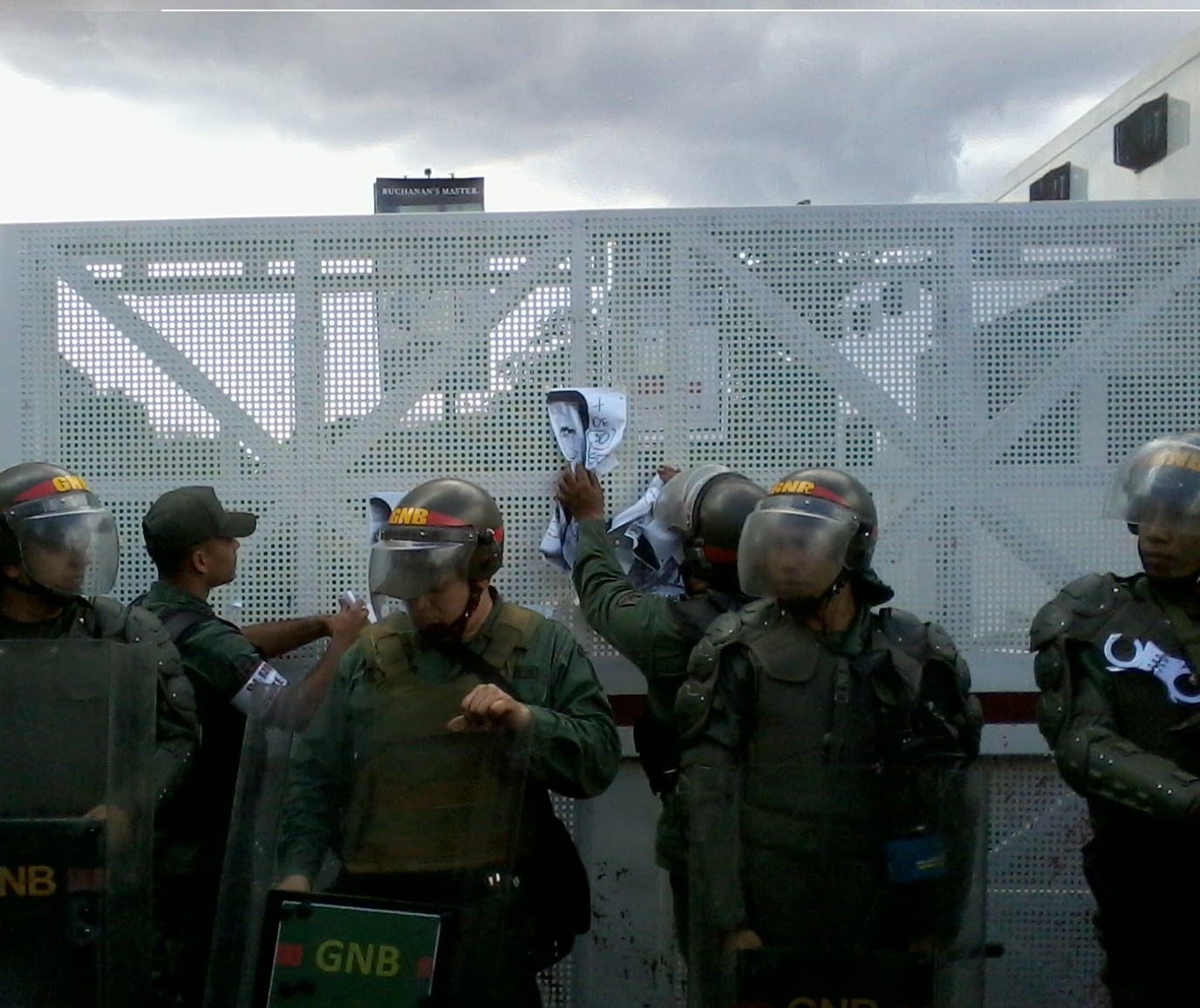
La Guardia Nazionale durante le proteste del 2014

La GNB possiede gli stessi gradi e le stesse uniformi dell'esercito. Tuttavia, viene di solito adoperato un berretto marrone invece di quello nero.
L'equipaggiamento è come quello di una fanteria leggera, con il fucile d'assalto AK-103 (sostituto del FN FAL) e con mitragliatrici leggere e mortai fino a 81 mm di calibro.
Possiede oltre 40 blindati Unimog UR-416 (in dismissione dal 2018) e nel 2012 sono stati acquistati 141 Norinco VN-4 4x4 e 50 nel 2013. Nel 2014, durante i moti di protesta, il governo venezuelano ha ordinato altri 300 veicoli VN-4. A luglio 2013, sono stati ordinati dei carri leggeri Type 63 cinesi. Vengono utilizzati anche veicoli di fabbricazione austriaca e giapponese.
La GNB impiega anche otto piccole navi per la pattuglia costiera e fluviale, mentre il Comando aereo della Guardia nazionale opera più di 50 velivoli leggeri ad ala fissa ed elicotteri.

### Armi
| Russia   | Kalashnikov AK-103 | AK-103 | Più di 100 000 comprati nel 2006 con munizioni per 52 milioni $. Due contratti da 476,6 milioni $ sono stati firmati nel 2006 per comprare altri esemplari. |  |
| Belgio   | FN Herstal FAL     | FN FAL | Numero sconosciuto |  |
| Germania | Walther G22        | G22    | Numero sconosciuto |  |

### Veicoli
| Cina     | NORINCO VN-4 4x4 | 656 (di cui 300 ordinati durante le proteste del 2014 e 165 acquistati durante le proteste del 2017) |  |
| Germania | Unimog UR-416    | Numero sconosciuto                                                                                   |  |

| Israele     | IAI Arava          | Numero sconosciuto |  |
| Polonia     | PZL-106 Kruk       | 1                  |  |
| Polonia     | PZL M26 Iskierka   | 2                  |  |
| Polonia     | PZL M28 Skytruck   | 13                 |  |
| Stati Uniti | Bell 206 JetRanger | Numero sconosciuto |  |

## Abuso di potere

### Traffico di droga
Nel 1993, il termine Cartel de los Soles o Cartello dei Soli fu usato per la prima volta con il processo a due generali della Guardia nazionale indagati per traffico di droga. Attualmente il termine descrive i membri di alto rango delle forze armate, inclusa la GNB, che sono coinvolti nel commercio di stupefacenti. Anche le guardie di grado inferiore competono per i ruoli ai checkpoint di confine in modo da poter essere pagati con mazzette per "traffico illecito", sebbene gran parte del denaro arrivi ai superiori. Gli ufficiali corrotti del Cartello dei Soli commerciano la droga dalla Colombia al Venezuela da dove viene poi spedita in tutto il mondo. È stato sospettato che la Guardia nazionale abbia lavorato con le FARC nel traffico di stupefacenti.
A settembre del 2013, un incidente, presumibilmente legato al Cartello dei Soli, coinvolse alcuni uomini della Guardia nazionale che avevano piazzato 31 valigie contenenti 1,3 t di cocaina su un volo per Parigi che furono scoperte e sequestrate dalle autorità francesi, divenendo il più grande sequestro di cocaina mai registrato nella Francia continentale. Il 15 febbraio 2014, un comandante della Guardia nazionale venezuelana è stato fermato mentre guidava a Valencia con la sua famiglia ed è stato arrestato per il possesso di 554 kg di cocaina.

### Proteste tra il 2014 e il 2017

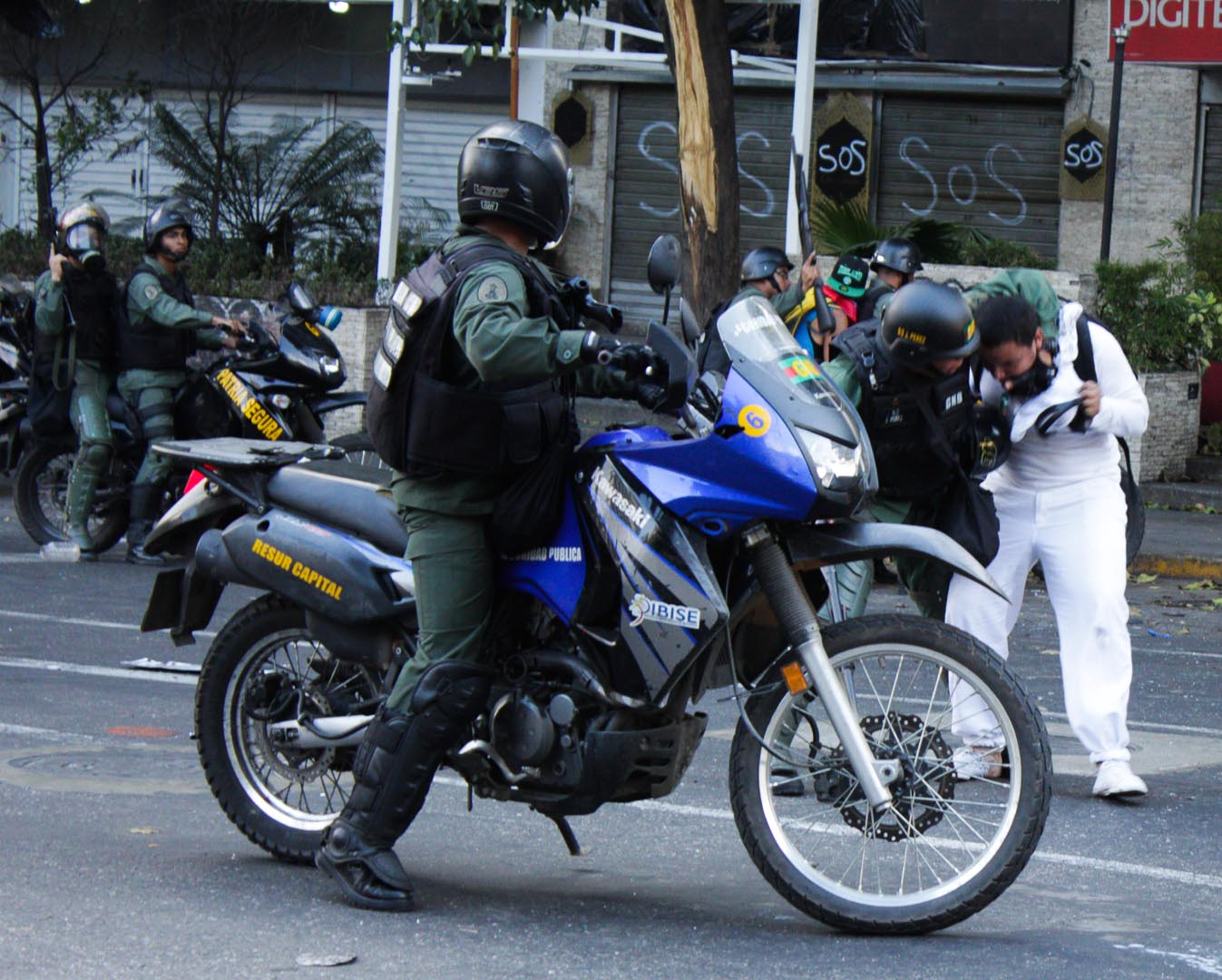
Una Guardia nazionale mentre prende per la testa un manifestante.

La Guardia nazionale è intervenuta con gas lacrimogeni e proiettili di gomma durante le dimostrazioni antigovernative tra il 2014 e il 2017, durante le quali 9 Guardie sono state uccise. Esistono testimonianze che accusano la GNB di aver lavorato con i 'colectivos' paramilitari mentre cercava di disperdere i manifestanti. La Guardia è stata accusata di aver protetto il colectivo Tupamaro "armato di pistole, motociclette e che ha sparato contro i manifestanti".
Human Rights Watch riporta che "molte vittime e familiari con cui abbiamo parlato hanno affermato di poter essere oggetto di rappresaglie se avessero denunciato gli abusi da parte di polizia, guardie o bande armate del governo." Ha anche riferito che un uomo che stava tentando di fuggire da una delle proteste è stato colpito con proiettili di gomma, picchiato e poi sparato di nuovo all'inguine dalle Guardie. Un altro uomo è stato invece arrestato, sparato ripetutamente con proiettili di gomma, contuso con fucili ed elmi da tre guardie nazionali e gli è stato chiesto "Chi è il tuo presidente?". NTN24 ha riferito la testimonianza di un avvocato secondo cui le guardie nazionali e delle persone con "accenti cubani" a Mérida hanno costretto tre adolescenti arrestati a confessare crimini mai commesso e i giovani "si sono inginocchiati e sono stati costretti ad alzare le braccia per poi venir sparati con i pallettoni in tutto il corpo" durante un presunto "tiro al bersaglio". A Valencia, i manifestanti furono dispersi dalla GNB a El Trigál dove quattro studenti (tre uomini e una donna) furono attaccati dentro una macchina mentre cercavano di abbandonare il perimetro; i tre uomini furono imprigionati e venne sospettato che uno di loro fosse stato sodomizzato dagli ufficiali con un fucile.

### Sanzioni statunitensi
In seguito alle presunte violazioni dei diritti umani da parte della Guardia nazionale Venezuelana durante le proteste, il presidente statunitense Barack Obama impiegò i poteri conferiti dal Venezuela Defense of Human Rights and Civil Society Act del 2014 e ordinò al Dipartimento del tesoro degli Stati Uniti d'America di congelare i beni e le proprietà dell'ex leader della Guardia nazionale, Antonio José Benavides Torres, e dell'ex comandante generale Justo José Noguera Pietri.
Ulteriori sanzioni sono state aggiunte il 29 agosto 2017 dal presidente Donald Trump contro il governo venezuelano e Petroleos de Venezuela, S.A. (PDVSA), attualmente gestita dal maggiore Manuel Quevedo. Queste ulteriori sanzioni erano dovute alle continue accuse di corruzione pubblica, persecuzione violenta contro gli oppositori politici, nonché al non riconoscimento da parte del governo statunitense dell'Assemblea Costituente. Tale ordine esecutivo ha proibito le transazioni effettuate tra i cittadini dei due paesi, invitando a negoziare nuovi debiti con PDVSA creati 90 giorni prima e per quanto riguardai debiti o nuove partecipazioni del governo venezuelano di 30 giorni prima (escluso PDVSA); e il risarcimento dei pagamenti o la distribuzione dei profitti a qualsiasi individuo, sottogruppo, società o persone assunte o sottoposte al governo del Venezuela.
Il 19 marzo 2018, Donald Trump ha firmato l'Ordine esecutivo 13827, vietando così tutte le transazioni effettuate da un cittadino statunitense o all'interno degli USA tramite valute digitali, criptovalute o token a o per conto del governo del Venezuela a partire dal 9 gennaio 2018. Tale provvedimento è stato applicato dopo che il presidente Nicolas Maduro aveva annunciato la creazione del Petro, una criptovaluta legata ai fondi petroliferi.
Il 21 maggio 2018 Trump ha firmato l'Ordine esecutivo 13835, vietando così l'acquisto di debiti nei confronti del governo del Venezuela e/o di PDVSA.
In concomitanza con gli ordini esecutivi 13692 e 13835, il presidente Trump ha firmato l'Ordine esecutivo 13692 che sanziona il settore aurifero, indirizzandosi soprattutto alla corruzione e a coloro che hanno portato ad infrastrutture fatiscenti e allo sfruttamento delle risorse naturali (da parte di PDVSA). Ai cittadini degli Stati Uniti è stato vietato trattare con chiunque sia coinvolto con la corruzione e le transazioni false dell'oro venezuelano.

## Corruzione

### Cibo e beni di prima necessità
Nel 2004 il defunto presidente Hugo Chávez consegnò l'industria alimentare ai militari venezuelani e creò quello che ora è il Ministero dell'alimentazione, progettato per sviluppare un'agricoltura nazionale, industrie alimentari e centri di distribuzione, ma dopo molti anni di abbandono e il crollo del petrolio nel 2014, la produzione interna si è prosciugata e il governo non può più permettersi di importare ciò di cui il paese ha bisogno.
Affinché le merci importate possano essere accettate in Venezuela, la Guardia nazionale richiede spesso delle tangenti, garantendo così che la spedizione venga accettata e che il container sia scaricato dalla nave. È necessario inoltre un altro pagamento per coprire il costo per caricare i camion che trasporteranno la merce. Se non ci sono incentivi offerti, qualsiasi cibo o merce viene bloccata. La GNB è stata accusata non solo di lasciare che il cibo marcisse e di nascondere le prove, ma anche di rivendere il cibo e le merci tenuti nei porti d'ingresso per il proprio profitto a cittadini e imprenditori che possono permetterselo.

### Traffico tra i confini
Più che di narcotraffico, la GNB è stato accusata di aiutare bande e cartelli a contrabbandare prodotti come carburante, cibo e medicine tra la Colombia e il Venezuela. I motociclisti conosciuti come moscas aiutano a guidare i camion della PDVSA e altri veicoli simili attraverso sentieri abbandonati per vendere illegalmente la benzina e altri beni di base oltre confine, sorvegliato dalla GNB sul lato venezuelano e dai guerriglieri colombiani dell'Esercito di Liberazione Nazionale sul lato colombiano. Si suppone che le bande e i cartelli coinvolti nel contrabbando in Venezuela paghino un incentivo importante ai militari o ai Guajiros (tribù indigene venezuelane e colombiane) per superare i sentieri isolati lungo il confine.

### Miniere
Nel 2016 il presidente Nicolás Maduro ha dato via libera a quella che era inizialmente l'idea del defunto Chavez, ovvero l'apertura dell'Arco minerario dell'Orinoco (Arco Minero del Orinoco) con oltre 170 000 km2 di Amazzonia venezuelana. L'Arco minerario ha iniziato le estrazioni dando accesso minerario a paesi come Cina, Russia, Canada, Sudafrica, Repubblica del Congo e Australia, ed ha fondato la CAMIMPEG, una compagnia petrolifera e mineraria. Maduro, una volta stabilitasi la CAMIMPEG, spinse quei Paesi esteri attivi che avevano accesso alle miniere furono spinti a lasciare il sito ai militari. Maduro ha quindi creato la "Zona militare economica" per proteggere l'area mineraria, lasciando spazio ai militari per partecipare non solo al settore minerario, ma anche per sfruttare i terreni. Alcuni minatori affermano che la GNB abbia portato un senso di tranquillità nella regione, mentre altri sostengono che il potere e il controllo della GNB sull'estrazione illegale e legale sono diventati estremamente pericolosi per il paese e per coloro che cercano una vita migliore.
Dall'apertura dell'Arco minerario dell'Orinoco, non solo ha favorito la deforestazione dell'Amazzonia, ma ha anche diffuso malattie come la malaria e provocato morti per violenze da parte di militari e bande. Uno dei massacri più recenti è avvenuto il 10 febbraio 2018, in cui 18 minatori hanno perso la vita: una delle vittima era una legale della miniera, Angelis Rodriguez Cuevas, che stava negoziando per consegnare il suo territorio al governo venezuelano quando la GNB ha fatto irruzione nella sua miniera, uccidendo lei e altri 17 pochi giorni dopo. Tuttavia, questo non è stato il primo scontro tra la GNB e i minatori sul controllo delle miniere d'oro. Dalla creazione dell'Arco minerario dell'Orinoco, si contano quattro massacri in città come Tumeremo e El Callao, situate nel Bolívar. I militari hanno risposto affermando che i minatori erano dei sospetti criminali, ai quali avevano recuperato diversi tipi di pistole, fucili e granate. Il governo del Venezuela ha aperto un'inchiesta contro i militari, anche se mai portata a termine.
Mentre il governo venezuelano riceve un taglio dal settore minerario, la maggior parte dell'oro viene contrabbandato al di fuori del Paese dalla GNB attraverso la Colombia o le isole caraibiche per un profitto ancora più alto. Si pensa che circa il 90% dell'oro venezuelano sia estratto illegalmente, ma il governo venezuelano ha sempre negato tali affermazioni.